# Saison 2021-2022 des Girondins de Bordeaux
Maillots
Chronologie
Saison précédente Saison suivante
La saison 2021-2022 des Girondins de Bordeaux est la soixante-neuvième du club en première division du championnat de France, la trentième consécutive du club au sommet de la hiérarchie du football français et la septième saison complète dans son nouveau stade.
Lors de cette saison, le club dispute les compétitions nationales (Ligue 1 et Coupe de France).

## Avant-saison

### Tableau des transferts
| Nom                 | Nationalité   | Poste     | Transfert                  | Provenance/Destination     | Division           |
| ------------------- | ------------- | --------- | -------------------------- | -------------------------- | ------------------ |
| Arrivées            |               |           |                            |                            |                    |
| Tidiane Malbec      | France        | Gardien   | Contrat professionnel      | Girondins de Bordeaux B    | National 3         |
| Malcom Bokélé       | France        | Défenseur | Contrat professionnel      | Girondins de Bordeaux B    | National 3         |
| Over Mandanda       | France        | Gardien   | Retour de prêt             | Stade lavallois            | National           |
| Thomas Carrique     | France        | Défenseur | Retour de prêt             | CD Calahorra               | Segunda División B |
| Alexandre Lauray    | France        | Défenseur | Retour de prêt             | FC Villefranche Beaujolais | National           |
| Raoul Bellanova     | Italie        | Défenseur | Retour de prêt             | Delfino Pescara 1936       | Serie B            |
| Abdeljalil Medioub  | Algérie       | Défenseur | Retour de prêt             | CD Tondela                 | Primeira Liga      |
| Rubén Pardo         | Espagne       | Milieu    | Retour de prêt             | Club Deportivo Leganés     | LaLiga 2           |
| Josh Maja           | Nigeria       | Attaquant | Retour de prêt             | Fulham FC                  | Premier League     |
| Gabriel Lemoine     | Belgique      | Attaquant | Retour de prêt             | Lommel SK                  | D1B Pro League     |
| Yacine Adli         | France        | Milieu    | Prêt (sans option d'achat) | AC Milan                   | Serie A            |
| Timothée Pembélé    | France        | Défenseur | Prêt (avec option d'achat) | Paris SG                   | Ligue 1            |
| Gideon Mensah       | Ghana         | Défenseur | Prêt (avec option d'achat) | RB Salzbourg               | Bundesliga         |
| Ricardo Mangas      | Portugal      | Défenseur | Prêt (avec option d'achat) | Boavista FC                | Primeira Liga      |
| Alberth Elis        | Honduras      | Attaquant | Prêt (avec option d'achat) | Boavista FC                | Primeira Liga      |
| Javairô Dilrosun    | Pays-Bas      | Attaquant | Prêt (avec option d'achat) | Hertha BSC                 | Bundesliga         |
| Mbaye Niang         | Sénégal       | Attaquant | Transfert libre            | Stade rennais              | Ligue 1            |
| Stian Gregersen     | Norvège       | Défenseur | Transfert (2 M d'€)        | Molde FK                   | Eliteserien        |
| Issouf Sissokho     | Mali          | Milieu    | Transfert (0,3 M d'€)      | Derby Académie             | Mali               |
| Jean Onana          | Cameroun      | Milieu    | Transfert (2 M d'€)        | Lille OSC                  | Ligue 1            |
| Fransérgio          | Brésil        | Milieu    | Transfert (4,5 M d'€)      | SC Braga                   | Primeira Liga      |
| Départs             |               |           |                            |                            |                    |
| Jean Michaël Seri   | Côte d'Ivoire | Milieu    | Retour de prêt             | Fulham FC                  | Championship       |
| Issouf Sissoko      | Mali          | Milieu    | Retour de prêt             | Derby Académie             | Mali               |
| Over Mandanda       | France        | Gardien   | Fin de contrat             | AS Saint-Priest            | National 2         |
| Youssouf Sabaly     | Sénégal       | Défenseur | Fin de contrat             | Real Betis                 | La Liga            |
| Vukašin Jovanović   | Serbie        | Défenseur | Fin de contrat             | Apollon Limassol           | Panchypriote Cyta  |
| Maxime Poundjé      | France        | Défenseur | Fin de contrat             |                            |                    |
| David Cardoso       | Portugal      | Défenseur | Fin de contrat             |                            |                    |
| Hatem Ben Arfa      | France        | Milieu    | Fin de contrat             | Lille OSC                  | Ligue 1            |
| Yanis Hamoudi       | France        | Milieu    | Fin de contrat             | Montluçon Football         | National 3         |
| Ibrahim Diarra      | France        | Attaquant | Fin de contrat             |                            |                    |
| Daouda Diallo       | Guinée        | Attaquant | Fin de contrat             |                            |                    |
| Nicolas de Préville | France        | Attaquant | Fin de contrat             | FC Metz                    | Ligue 1            |
| Loris Benito        | Suisse        | Défenseur | Résiliation de contrat     | FC Sion                    | Super League       |
| Ismaël Sow          | France        | Défenseur | Prêt (sans option d'achat) | Royal Excel Mouscron       | D1B Pro League     |
| Raoul Bellanova     | Italie        | Défenseur | Prêt (avec option d'achat) | Cagliari Calcio            | Serie A            |
| Thomas Carrique     | France        | Défenseur | Transfert libre            | Celta de Vigo              | La Liga            |
| Alexandre Lauray    | France        | Défenseur | Transfert libre            | Le Mans FC                 | National           |
| Loïc Bessilé        | Togo          | Défenseur | Transfert libre            | Sporting de Charleroi      | Jupiler Pro League |
| Rubén Pardo         | Espagne       | Milieu    | Transfert libre            | Club Deportivo Leganés     | LaLiga 2           |
| Gabriel Lemoine     | Belgique      | Attaquant | Transfert libre            | TSV Hartberg               | Bundesliga         |
| Toma Bašić          | Croatie       | Milieu    | Transfert (6,86 M d'€)     | Lazio Rome                 | Serie A            |
| Yacine Adli         | France        | Milieu    | Transfert (10 M d'€)       | AC Milan                   | Serie A            |

| Nom                      | Nationalité        | Poste     | Transfert                  | Provenance/Destination     | Division       |
| ------------------------ | ------------------ | --------- | -------------------------- | -------------------------- | -------------- |
| Arrivées                 |                    |           |                            |                            |                |
| Marcelo (football, 1987) | Brésil             | Défenseur | Transfert libre            | Olympique lyonnais         | Ligue 1        |
| Anel Ahmedhodžić         | Bosnie-Herzégovine | Défenseur | Prêt (avec option d'achat) | Malmö FF                   | Allsvenskan    |
| Josuha Guilavogui        | France             | Milieu    | Prêt (avec option d'achat) | VfL Wolfsburg              | Bundesliga     |
| Danylo Ignatenko         | Ukraine            | Milieu    | Prêt (avec option d'achat) | Chakhtar Donetsk           | Premier-Liha   |
| Départs                  |                    |           |                            |                            |                |
| Malcom Bokélé            | France             | Défenseur | Prêt (sans option d'achat) | FC Villefranche Beaujolais | National       |
| Otávio                   | Brésil             | Milieu    | Prêt (sans option d'achat) | Clube Atlético Mineiro     | Brasileirão    |
| Josh Maja                | Nigeria            | Attaquant | Prêt (avec option d'achat) | Stoke City                 | Championship   |
| Laurent Koscielny        | France             | Défenseur | Résiliation de contrat     |                            |                |
| Samuel Kalu              | Nigeria            | Attaquant | Transfert (3 M d'€)        | Watford FC                 | Premier League |

## Effectif

### Effectif professionnel actuel
Le tableau suivant liste uniquement l'effectif professionnel des Girondins pour la saison 2021-2022.

## Compétitions

### Ligue 1
La Ligue 1 2021-2022 est la 84e édition du championnat de France de football et la 20e sous l'appellation « Ligue 1 ». La division oppose vingt clubs en une série de trente-huit rencontres. Les meilleurs de ce championnat se qualifient pour les coupes d'Europe que sont la Ligue des champions (le podium) et la Ligue Europa (le quatrième, cinquième et le vainqueur de la coupe nationale). Les Girondins de Bordeaux participent à cette compétition pour la soixante-neuvième fois de son histoire.
| 1re journée                | Girondins de Bordeaux | 0 - 2   | Clermont Foot 63                      | Matmut Atlantique, Bordeaux                                                        |                                                                                    |
| Dimanche 8 août 2021 15:00 |                       | (0 - 0) | 82e Mohamed Bayo · 90+3e Jodel Dossou | Spectateurs : 18 748 Diffuseur : Prime Video (multiplex) Arbitrage : Florent Batta | Spectateurs : 18 748 Diffuseur : Prime Video (multiplex) Arbitrage : Florent Batta |
| Dimanche 8 août 2021 15:00 | Rapport               |         |                                       | Spectateurs : 18 748 Diffuseur : Prime Video (multiplex) Arbitrage : Florent Batta | Spectateurs : 18 748 Diffuseur : Prime Video (multiplex) Arbitrage : Florent Batta |

| 2e journée                  | Olympique de Marseille                                      | 2 - 2   | Girondins de Bordeaux                 | Orange Vélodrome, Marseille                                           |                                                                       |
| Dimanche 15 août 2021 20:45 | Cengiz Ünder 34e · Dimitri Payet 41e · Leonardo Balerdi 88e | (2 - 0) | 51e Timothée Pembélé · 57e Rémi Oudin | Spectateurs : 50 000 Diffuseur : Prime Video Arbitrage : Ruddy Buquet | Spectateurs : 50 000 Diffuseur : Prime Video Arbitrage : Ruddy Buquet |
| Dimanche 15 août 2021 20:45 | Rapport                                                     |         |                                       | Spectateurs : 50 000 Diffuseur : Prime Video Arbitrage : Ruddy Buquet | Spectateurs : 50 000 Diffuseur : Prime Video Arbitrage : Ruddy Buquet |

| 3e journée                  | Girondins de Bordeaux | 1 - 1   | Angers SCO        | Matmut Atlantique, Bordeaux                                                            |                                                                                        |
| Dimanche 22 août 2021 15:00 | Sékou Mara 10e        | (1 - 1) | 38e Romain Thomas | Spectateurs : 18 281 Diffuseur : Prime Video (multiplex) Arbitrage : Pierre Gaillouste | Spectateurs : 18 281 Diffuseur : Prime Video (multiplex) Arbitrage : Pierre Gaillouste |
| Dimanche 22 août 2021 15:00 | Rapport               |         |                   | Spectateurs : 18 281 Diffuseur : Prime Video (multiplex) Arbitrage : Pierre Gaillouste | Spectateurs : 18 281 Diffuseur : Prime Video (multiplex) Arbitrage : Pierre Gaillouste |

| 4e journée                | OGC Nice                                                               | 4 - 0   | Girondins de Bordeaux | Allianz Riviera, Nice                                                       |                                                                             |
| Samedi 28 août 2021 17:00 | Justin Kluivert 7e · Amine Gouiri 33e 42e (pen.) · Khéphren Thuram 85e | (3 - 0) |                       | Spectateurs : Huis-Clos Diffuseur : Prime Video Arbitrage : Jérémie Pignard | Spectateurs : Huis-Clos Diffuseur : Prime Video Arbitrage : Jérémie Pignard |
| Samedi 28 août 2021 17:00 | Rapport                                                                |         |                       | Spectateurs : Huis-Clos Diffuseur : Prime Video Arbitrage : Jérémie Pignard | Spectateurs : Huis-Clos Diffuseur : Prime Video Arbitrage : Jérémie Pignard |

| 5e journée                       | Girondins de Bordeaux               | 2 - 3   | RC Lens                                                            | Matmut Atlantique, Bordeaux                                                       |                                                                                   |
| Dimanche 12 septembre 2021 15:00 | Ricardo Mangas 60e · Jean Onana 88e | (0 - 2) | 39e Gaël Kakuta · 43e Facundo Medina · 90+6e (pen.) Florian Sotoca | Spectateurs : 19 763 Diffuseur : Prime Video (multiplex) Arbitrage : Luis Godinho | Spectateurs : 19 763 Diffuseur : Prime Video (multiplex) Arbitrage : Luis Godinho |
| Dimanche 12 septembre 2021 15:00 | Rapport                             |         |                                                                    | Spectateurs : 19 763 Diffuseur : Prime Video (multiplex) Arbitrage : Luis Godinho | Spectateurs : 19 763 Diffuseur : Prime Video (multiplex) Arbitrage : Luis Godinho |

| 6e journée                     | AS Saint-Étienne | 1 - 2   | Girondins de Bordeaux | Stade Geoffroy-Guichard, Saint-Étienne                                   |                                                                          |
| Samedi 18 septembre 2021 21:00 | Wahbi Khazri 73e | (0 - 1) | 7e 80e Hwang Ui-jo    | Spectateurs : 23 869 Diffuseur : Canal+ Sport Arbitrage : Antony Gautier | Spectateurs : 23 869 Diffuseur : Canal+ Sport Arbitrage : Antony Gautier |
| Samedi 18 septembre 2021 21:00 | Rapport          |         |                       | Spectateurs : 23 869 Diffuseur : Canal+ Sport Arbitrage : Antony Gautier | Spectateurs : 23 869 Diffuseur : Canal+ Sport Arbitrage : Antony Gautier |

| 7e journée                       | Montpellier HSC                             | 3 - 3   | Girondins de Bordeaux                              | Stade de la Mosson, Montpellier                                                   |                                                                                   |
| Mercredi 22 septembre 2021 19:00 | Valère Germain 11e 50e · Florent Mollet 71e | (1 - 2) | 18e Hwang Ui-jo · 29e Jean Onana · 85e Samuel Kalu | Spectateurs : 9 585 Diffuseur : Prime Video (multiplex) Arbitrage : Mikaël Lesage | Spectateurs : 9 585 Diffuseur : Prime Video (multiplex) Arbitrage : Mikaël Lesage |
| Mercredi 22 septembre 2021 19:00 | Rapport                                     |         |                                                    | Spectateurs : 9 585 Diffuseur : Prime Video (multiplex) Arbitrage : Mikaël Lesage | Spectateurs : 9 585 Diffuseur : Prime Video (multiplex) Arbitrage : Mikaël Lesage |

| 8e journée                       | Girondins de Bordeaux | 1 - 1   | Stade rennais      | Matmut Atlantique, Bordeaux                                                |                                                                            |
| Dimanche 26 septembre 2021 13:00 | Mexer 88e             | (0 - 0) | 56e Gaëtan Laborde | Spectateurs : 16 675 Diffuseur : Prime Video Arbitrage : Hakim Ben El Hadj | Spectateurs : 16 675 Diffuseur : Prime Video Arbitrage : Hakim Ben El Hadj |
| Dimanche 26 septembre 2021 13:00 | Rapport               |         |                    | Spectateurs : 16 675 Diffuseur : Prime Video Arbitrage : Hakim Ben El Hadj | Spectateurs : 16 675 Diffuseur : Prime Video Arbitrage : Hakim Ben El Hadj |

| 9e journée                    | AS Monaco                                                                       | 3 - 0   | Girondins de Bordeaux | Stade Louis-II, Monaco                                                             |                                                                                    |
| Dimanche 3 octobre 2021 15:00 | Aurélien Tchouaméni 35e · Aleksandr Golovine 48e · Wissam Ben Yedder 64e (pen.) | (1 - 0) |                       | Spectateurs : 3 667 Diffuseur : Prime Video (multiplex) Arbitrage : Clément Turpin | Spectateurs : 3 667 Diffuseur : Prime Video (multiplex) Arbitrage : Clément Turpin |
| Dimanche 3 octobre 2021 15:00 | Rapport                                                                         |         |                       | Spectateurs : 3 667 Diffuseur : Prime Video (multiplex) Arbitrage : Clément Turpin | Spectateurs : 3 667 Diffuseur : Prime Video (multiplex) Arbitrage : Clément Turpin |

| 10e journée                    | Girondins de Bordeaux | 1 - 1   | FC Nantes            | Matmut Atlantique, Bordeaux                                                        |                                                                                    |
| Dimanche 17 octobre 2021 15:00 | Hwang Ui-jo 62e       | (0 - 0) | 75e Pedro Chirivella | Spectateurs : 39 510 Diffuseur : Prime Video (multiplex) Arbitrage : Willy Delajod | Spectateurs : 39 510 Diffuseur : Prime Video (multiplex) Arbitrage : Willy Delajod |
| Dimanche 17 octobre 2021 15:00 | Rapport               |         |                      | Spectateurs : 39 510 Diffuseur : Prime Video (multiplex) Arbitrage : Willy Delajod | Spectateurs : 39 510 Diffuseur : Prime Video (multiplex) Arbitrage : Willy Delajod |

| 11e journée                    | FC Lorient         | 1 - 1   | Girondins de Bordeaux             | Stade du Moustoir, Lorient                                                          |                                                                                     |
| Dimanche 24 octobre 2021 15:00 | Julien Laporte 76e | (0 - 0) | 46e Alberth Elis · 86e Jean Onana | Spectateurs : 11 678 Diffuseur : Prime Video (multiplex) Arbitrage : Thomas Léonard | Spectateurs : 11 678 Diffuseur : Prime Video (multiplex) Arbitrage : Thomas Léonard |
| Dimanche 24 octobre 2021 15:00 | Rapport            |         |                                   | Spectateurs : 11 678 Diffuseur : Prime Video (multiplex) Arbitrage : Thomas Léonard | Spectateurs : 11 678 Diffuseur : Prime Video (multiplex) Arbitrage : Thomas Léonard |

| 12e journée                    | Girondins de Bordeaux                           | 3 - 2   | Stade de Reims                       | Matmut Atlantique, Bordeaux                                                          |                                                                                      |
| Dimanche 31 octobre 2021 15:00 | Yacine Adli 73e · Jimmy Briand 78e 90+5e (pen.) | (0 - 1) | 37e Hugo Ekitike · 63e Bradley Locko | Spectateurs : 11 020 Diffuseur : Prime Video (multiplex) Arbitrage : Eric Wattellier | Spectateurs : 11 020 Diffuseur : Prime Video (multiplex) Arbitrage : Eric Wattellier |
| Dimanche 31 octobre 2021 15:00 | Rapport                                         |         |                                      | Spectateurs : 11 020 Diffuseur : Prime Video (multiplex) Arbitrage : Eric Wattellier | Spectateurs : 11 020 Diffuseur : Prime Video (multiplex) Arbitrage : Eric Wattellier |

| 13e journée                  | Girondins de Bordeaux                 | 2 - 3   | Paris SG                           | Matmut Atlantique, Bordeaux                                             |                                                                         |
| Samedi 6 novembre 2021 21:00 | Alberth Elis 79e · M'Baye Niang 90+2e | (0 - 2) | 26e 43e Neymar · 63e Kylian Mbappé | Spectateurs : 41 172 Diffuseur : Canal+ Décalé Arbitrage : Ruddy Buquet | Spectateurs : 41 172 Diffuseur : Canal+ Décalé Arbitrage : Ruddy Buquet |

| 14e journée                     | FC Metz                                                           | 3 - 3   | Girondins de Bordeaux                 | Stade Saint-Symphorien, Metz                                                       |                                                                                    |
| Dimanche 21 novembre 2021 15:00 | Nicolas de Préville 45e · Opa Nguette 51e 70e · Farid Boulaya 68e | (1 - 2) | 17e Alberth Elis · 39e 65e Rémi Oudin | Spectateurs : 16 077 Diffuseur : Prime Video (multiplex) Arbitrage : Benoît Millot | Spectateurs : 16 077 Diffuseur : Prime Video (multiplex) Arbitrage : Benoît Millot |
| Dimanche 21 novembre 2021 15:00 | Rapport                                                           |         |                                       | Spectateurs : 16 077 Diffuseur : Prime Video (multiplex) Arbitrage : Benoît Millot | Spectateurs : 16 077 Diffuseur : Prime Video (multiplex) Arbitrage : Benoît Millot |

| 15e journée                     | Girondins de Bordeaux | 1 - 2   | Stade brestois            | Matmut Atlantique, Bordeaux                                                            |                                                                                        |
| Dimanche 28 novembre 2021 15:00 | Stian Gregersen 43e   | (1 - 0) | 59e 66e Jérémy Le Douaron | Spectateurs : 15 280 Diffuseur : Prime Video (multiplex) Arbitrage : Pierre Gaillouste | Spectateurs : 15 280 Diffuseur : Prime Video (multiplex) Arbitrage : Pierre Gaillouste |
| Dimanche 28 novembre 2021 15:00 | Rapport               |         |                           | Spectateurs : 15 280 Diffuseur : Prime Video (multiplex) Arbitrage : Pierre Gaillouste | Spectateurs : 15 280 Diffuseur : Prime Video (multiplex) Arbitrage : Pierre Gaillouste |

| 16e journée                      | RC Strasbourg                                                                                     | 5 - 2   | Girondins de Bordeaux             | Stade de la Meinau , Strasbourg                                                    |                                                                                    |
| Mercredi 1er décembre 2021 19:00 | Adrien Thomasson 22e · Kévin Gameiro 43e (pen.) · Ludovic Ajorque 45+1e 65e · Dimitri Liénard 48e | (3 - 1) | 7e Hwang Ui-jo · 56e Alberth Elis | Spectateurs : 24 378 Diffuseur : Prime Video (multiplex) Arbitrage : Willy Delajod | Spectateurs : 24 378 Diffuseur : Prime Video (multiplex) Arbitrage : Willy Delajod |
| Mercredi 1er décembre 2021 19:00 | Rapport                                                                                           |         |                                   | Spectateurs : 24 378 Diffuseur : Prime Video (multiplex) Arbitrage : Willy Delajod | Spectateurs : 24 378 Diffuseur : Prime Video (multiplex) Arbitrage : Willy Delajod |

| 17e journée                    | Girondins de Bordeaux                   | 2 - 2   | Olympique Lyonnais                    | Matmut Atlantique, Bordeaux                                             |                                                                         |
| Dimanche 5 décembre 2021 20:45 | Malo Gusto 36e (csc) · Alberth Elis 58e | (1 - 2) | 29e Jason Denayer · 41e Thiago Mendes | Spectateurs : 25 210 Diffuseur : Prime Video Arbitrage : Jérôme Brisard | Spectateurs : 25 210 Diffuseur : Prime Video Arbitrage : Jérôme Brisard |
| Dimanche 5 décembre 2021 20:45 | Rapport                                 |         |                                       | Spectateurs : 25 210 Diffuseur : Prime Video Arbitrage : Jérôme Brisard | Spectateurs : 25 210 Diffuseur : Prime Video Arbitrage : Jérôme Brisard |

| 18e journée                     | ESTAC Troyes          | 1 - 2   | Girondins de Bordeaux                     | Stade de l'Aube, Troyes                                                              |                                                                                      |
| Dimanche 12 décembre 2021 15:00 | Xavier Chavalerin 28e | (1 - 1) | 30e (csc) Yoann Salmier · 54e Hwang Ui-jo | Spectateurs : 7 950 Diffuseur : Prime Video (multiplex) Arbitrage : Romain Lissorgue | Spectateurs : 7 950 Diffuseur : Prime Video (multiplex) Arbitrage : Romain Lissorgue |
| Dimanche 12 décembre 2021 15:00 | Rapport               |         |                                           | Spectateurs : 7 950 Diffuseur : Prime Video (multiplex) Arbitrage : Romain Lissorgue | Spectateurs : 7 950 Diffuseur : Prime Video (multiplex) Arbitrage : Romain Lissorgue |

| 19e journée                     | Girondins de Bordeaux | 2 - 3   | Lille OSC                                                         | Matmut Atlantique, Bordeaux                                                        |                                                                                    |
| Mercredi 22 décembre 2021 21:00 | Alberth Elis 17e 45e  | (2 - 1) | 33e Benjamin André · 77e (pen.) Burak Yılmaz · 84e Jonathan David | Spectateurs : 39 967 Diffuseur : Prime Video (multiplex) Arbitrage : Mikaël Lesage | Spectateurs : 39 967 Diffuseur : Prime Video (multiplex) Arbitrage : Mikaël Lesage |
| Mercredi 22 décembre 2021 21:00 | Rapport               |         |                                                                   | Spectateurs : 39 967 Diffuseur : Prime Video (multiplex) Arbitrage : Mikaël Lesage | Spectateurs : 39 967 Diffuseur : Prime Video (multiplex) Arbitrage : Mikaël Lesage |

| 20e journée                   | Girondins de Bordeaux | 0 - 1   | Olympique de Marseille | Matmut Atlantique, Bordeaux                                                     |                                                                                 |
| Vendredi 7 janvier 2022 21:00 |                       | (0 - 1) | 37e Cengiz Ünder       | Spectateurs : 0 (huis clos) Diffuseur : Prime Video Arbitrage : Eric Wattellier | Spectateurs : 0 (huis clos) Diffuseur : Prime Video Arbitrage : Eric Wattellier |
| Vendredi 7 janvier 2022 21:00 | Rapport               |         |                        | Spectateurs : 0 (huis clos) Diffuseur : Prime Video Arbitrage : Eric Wattellier | Spectateurs : 0 (huis clos) Diffuseur : Prime Video Arbitrage : Eric Wattellier |

| 21e journée                    | Stade rennais | 6 - 0   | Girondins de Bordeaux | Roazhon Park, Rennes                                                    |                                                                         |
| Dimanche 16 janvier 2022 13:00 | Martin Terrier 32e · Benjamin Bourigeaud 42e · Gaëtan Laborde 60e · Adrien Truffert 68e · Serhou Guirassy 88e 90+1e | (2 - 0) |                       | Spectateurs : 4 951 Diffuseur : Prime Video Arbitrage : Bastien Depechy | Spectateurs : 4 951 Diffuseur : Prime Video Arbitrage : Bastien Depechy |
| Dimanche 16 janvier 2022 13:00 | Rapport |         |                       | Spectateurs : 4 951 Diffuseur : Prime Video Arbitrage : Bastien Depechy | Spectateurs : 4 951 Diffuseur : Prime Video Arbitrage : Bastien Depechy |

| 22e journée                    | Girondins de Bordeaux                      | 4 - 3   | RC Strasbourg                                    | Matmut Atlantique, Bordeaux                                                       |                                                                                   |
| Dimanche 23 janvier 2022 15:00 | Hwang Ui-jo 17e 39e 90e · Alberth Elis 21e | (3 - 1) | 43e 57e Kévin Gameiro · 90+7e Abdul Majeed Waris | Spectateurs : 3 308 Diffuseur : Prime Video (multiplex) Arbitrage : Mikaël Lesage | Spectateurs : 3 308 Diffuseur : Prime Video (multiplex) Arbitrage : Mikaël Lesage |
| Dimanche 23 janvier 2022 15:00 | Rapport                                    |         |                                                  | Spectateurs : 3 308 Diffuseur : Prime Video (multiplex) Arbitrage : Mikaël Lesage | Spectateurs : 3 308 Diffuseur : Prime Video (multiplex) Arbitrage : Mikaël Lesage |

| 23e journée                   | Stade de Reims                                                                  | 5 - 0   | Girondins de Bordeaux | Stade Auguste-Delaune, Reims                                                       |                                                                                    |
| Dimanche 6 février 2022 15:00 | Hugo Ekitike 40e · Marshall Munetsi 46e 76e · Azor Matusiwa 59e · Wout Faes 62e | (1 - 0) | 72e Danylo Ignatenko  | Spectateurs : 8 858 Diffuseur : Prime Video (multiplex) Arbitrage : Antony Gautier | Spectateurs : 8 858 Diffuseur : Prime Video (multiplex) Arbitrage : Antony Gautier |
| Dimanche 6 février 2022 15:00 | Rapport                                                                         |         |                       | Spectateurs : 8 858 Diffuseur : Prime Video (multiplex) Arbitrage : Antony Gautier | Spectateurs : 8 858 Diffuseur : Prime Video (multiplex) Arbitrage : Antony Gautier |

| 24e journée                    | RC Lens                                                          | 3 - 2   | Girondins de Bordeaux              | Stade Bollaert-Delelis, Lens                                                |                                                                             |
| Dimanche 13 février 2022 17:05 | Arnaud Kalimuendo 10e · Gaël Kakuta 22e (pen.) · Seko Fofana 26e | (3 - 1) | 33e Alberth Elis · 53e Hwang Ui-jo | Spectateurs : 32 662 Diffuseur : Canal+ Sport Arbitrage : François Letexier | Spectateurs : 32 662 Diffuseur : Canal+ Sport Arbitrage : François Letexier |
| Dimanche 13 février 2022 17:05 | Rapport                                                          |         |                                    | Spectateurs : 32 662 Diffuseur : Canal+ Sport Arbitrage : François Letexier | Spectateurs : 32 662 Diffuseur : Canal+ Sport Arbitrage : François Letexier |

| 25e journée                    | Girondins de Bordeaux | 1 - 1   | AS Monaco                                   | Matmut Atlantique, Bordeaux                                               |                                                                           |
| Dimanche 20 février 2022 17:05 | Rémi Oudin 22e        | (1 - 0) | 67e (csc) Marcelo · 34e Aurélien Tchouaméni | Spectateurs : 29 557 Diffuseur : Canal+ Sport Arbitrage : Jérémie Pignard | Spectateurs : 29 557 Diffuseur : Canal+ Sport Arbitrage : Jérémie Pignard |
| Dimanche 20 février 2022 17:05 | Rapport               |         |                                             | Spectateurs : 29 557 Diffuseur : Canal+ Sport Arbitrage : Jérémie Pignard | Spectateurs : 29 557 Diffuseur : Canal+ Sport Arbitrage : Jérémie Pignard |

| 26e journée                    | Clermont Foot 63    | 1 - 1   | Girondins de Bordeaux | Stade Gabriel Montpied, Clermont-Ferrand                                             |                                                                                      |
| Dimanche 27 février 2022 15:00 | Elbasan Rashani 32e | (1 - 1) | 13e Josuha Guilavogui | Spectateurs : 12 032 Diffuseur : Prime Video (multiplex) Arbitrage : Eric Wattellier | Spectateurs : 12 032 Diffuseur : Prime Video (multiplex) Arbitrage : Eric Wattellier |
| Dimanche 27 février 2022 15:00 | Rapport             |         |                       | Spectateurs : 12 032 Diffuseur : Prime Video (multiplex) Arbitrage : Eric Wattellier | Spectateurs : 12 032 Diffuseur : Prime Video (multiplex) Arbitrage : Eric Wattellier |

| 27e journée                | Girondins de Bordeaux | 0 - 2   | ESTAC Troyes                                                             | Matmut Atlantique, Bordeaux                                                       |                                                                                   |
| Dimanche 7 mars 2022 15:00 |                       | (0 - 1) | 28e (csc) Gaëtan Poussin · 87e (pen.) Lebo Mothiba · 90+2e Youssouf Koné | Spectateurs : 20 287 Diffuseur : Prime Video (multiplex) Arbitrage : Ruddy Buquet | Spectateurs : 20 287 Diffuseur : Prime Video (multiplex) Arbitrage : Ruddy Buquet |
| Dimanche 7 mars 2022 15:00 | Rapport               |         |                                                                          | Spectateurs : 20 287 Diffuseur : Prime Video (multiplex) Arbitrage : Ruddy Buquet | Spectateurs : 20 287 Diffuseur : Prime Video (multiplex) Arbitrage : Ruddy Buquet |

| 28e journée                | Paris SG                                             | 3 - 0   | Girondins de Bordeaux | Parc des Princes, Paris                                                                  |                                                                                          |
| Dimanche 7 mars 2022 13:00 | Kylian Mbappé 24e · Neymar 52e · Leandro Paredes 61e | (1 - 0) |                       | Spectateurs : 44 000 Diffuseur : Canal+ Sport, Prime Video Arbitrage : François Letexier | Spectateurs : 44 000 Diffuseur : Canal+ Sport, Prime Video Arbitrage : François Letexier |
| Dimanche 7 mars 2022 13:00 | Rapport                                              |         |                       | Spectateurs : 44 000 Diffuseur : Canal+ Sport, Prime Video Arbitrage : François Letexier | Spectateurs : 44 000 Diffuseur : Canal+ Sport, Prime Video Arbitrage : François Letexier |

| 29e journée                 | Girondins de Bordeaux | 0 - 2   | Montpellier HSC                                                               | Matmut Atlantique, Bordeaux                                                         |                                                                                     |
| Dimanche 20 mars 2022 15:00 |                       | (0 - 2) | 11e Elye Wahi · 16e Florent Mollet · 39e Nicolas Cozza · 45+6e Mihailo Ristić | Spectateurs : 15 000 Diffuseur : Prime Video (multiplex) Arbitrage : Thomas Léonard | Spectateurs : 15 000 Diffuseur : Prime Video (multiplex) Arbitrage : Thomas Léonard |
| Dimanche 20 mars 2022 15:00 | Rapport               |         |                                                                               | Spectateurs : 15 000 Diffuseur : Prime Video (multiplex) Arbitrage : Thomas Léonard | Spectateurs : 15 000 Diffuseur : Prime Video (multiplex) Arbitrage : Thomas Léonard |

| 30e journée               | Lille OSC | 0 - 0   | Girondins de Bordeaux | Stade Pierre-Mauroy, Villeneuve-d'Ascq                                   |                                                                          |
| Samedi 2 avril 2022 19:00 |           | (0 - 0) | 35e Enock Kwateng     | Spectateurs : 36 351 Diffuseur : Prime Video Arbitrage : Bastien Depechy | Spectateurs : 36 351 Diffuseur : Prime Video Arbitrage : Bastien Depechy |
| Samedi 2 avril 2022 19:00 | Rapport   |         |                       | Spectateurs : 36 351 Diffuseur : Prime Video Arbitrage : Bastien Depechy | Spectateurs : 36 351 Diffuseur : Prime Video Arbitrage : Bastien Depechy |

| 31e journée                  | Girondins de Bordeaux                                   | 3 - 1   | FC Metz              | Matmut Atlantique, Bordeaux                                              |                                                                          |
| Dimanche 10 avril 2022 13:00 | Ricardo Mangas 52e · M'Baye Niang 68e · Hwang Ui-jo 88e | (0 - 1) | 20e Didier Lamkel Zé | Spectateurs : 21 652 Diffuseur : Prime Video Arbitrage : Jérémie Pignard | Spectateurs : 21 652 Diffuseur : Prime Video Arbitrage : Jérémie Pignard |
| Dimanche 10 avril 2022 13:00 | Rapport                                                 |         |                      | Spectateurs : 21 652 Diffuseur : Prime Video Arbitrage : Jérémie Pignard | Spectateurs : 21 652 Diffuseur : Prime Video Arbitrage : Jérémie Pignard |

| 32e journée                  | Olympique Lyonnais                                                                          | 6 - 1   | Girondins de Bordeaux | Groupama Stadium, Lyon                                                  |                                                                         |
| Dimanche 17 avril 2022 17:05 | Moussa Dembélé 20e 90+2e · Karl Toko-Ekambi 26e 68e · Lucas Paquetá 34e · Romain Faivre 46e | (3 - 0) | 85e (pen.) Sékou Mara | Spectateurs : 38 713 Diffuseur : Canal+ Sport Arbitrage : Florent Batta | Spectateurs : 38 713 Diffuseur : Canal+ Sport Arbitrage : Florent Batta |
| Dimanche 17 avril 2022 17:05 | Rapport                                                                                     |         |                       | Spectateurs : 38 713 Diffuseur : Canal+ Sport Arbitrage : Florent Batta | Spectateurs : 38 713 Diffuseur : Canal+ Sport Arbitrage : Florent Batta |

| 33e journée                  | Girondins de Bordeaux           | 2 - 2   | AS Saint-Étienne                      | Matmut Atlantique, Bordeaux                                                         |                                                                                     |
| Mercredi 20 avril 2022 19:00 | Sékou Mara 16e · Jean Onana 23e | (2 - 1) | 33e Denis Bouanga · 65e Arnaud Nordin | Spectateurs : 38 515 Diffuseur : Prime Video (multiplex) Arbitrage : Benoît Bastien | Spectateurs : 38 515 Diffuseur : Prime Video (multiplex) Arbitrage : Benoît Bastien |
| Mercredi 20 avril 2022 19:00 | Rapport                         |         |                                       | Spectateurs : 38 515 Diffuseur : Prime Video (multiplex) Arbitrage : Benoît Bastien | Spectateurs : 38 515 Diffuseur : Prime Video (multiplex) Arbitrage : Benoît Bastien |

| 34e journée                  | FC Nantes                                                                                | 5 - 3   | Girondins de Bordeaux                                      | La Beaujoire, Nantes                                                                |                                                                                     |
| Dimanche 24 avril 2022 15:00 | Kalifa Coulibaly 47e 72e · Ricardo Mangas 23e (csc) · Moses Simon 76e · Osman Bukari 89e | (0 - 2) | 6e M'Baye Niang · 18e Javairô Dilrosun · 67e Enock Kwateng | Spectateurs : 23 953 Diffuseur : Prime Video (multiplex) Arbitrage : Clément Turpin | Spectateurs : 23 953 Diffuseur : Prime Video (multiplex) Arbitrage : Clément Turpin |
| Dimanche 24 avril 2022 15:00 | Rapport                                                                                  |         |                                                            | Spectateurs : 23 953 Diffuseur : Prime Video (multiplex) Arbitrage : Clément Turpin | Spectateurs : 23 953 Diffuseur : Prime Video (multiplex) Arbitrage : Clément Turpin |

| 35e journée                 | Girondins de Bordeaux | 0 - 1   | OGC Nice        | Matmut Atlantique, Bordeaux                                           |                                                                       |
| Dimanche 1er mai 2022 17:05 |                       | (0 - 0) | 74e Andy Delort | Spectateurs : 23 552 Diffuseur : Canal+ Sport Arbitrage : Johan Hamel | Spectateurs : 23 552 Diffuseur : Canal+ Sport Arbitrage : Johan Hamel |
| Dimanche 1er mai 2022 17:05 | Rapport               |         |                 | Spectateurs : 23 552 Diffuseur : Canal+ Sport Arbitrage : Johan Hamel | Spectateurs : 23 552 Diffuseur : Canal+ Sport Arbitrage : Johan Hamel |

| 36e journée               | Angers SCO                                                                               | 4 - 1   | Girondins de Bordeaux | Stade Raymond-Kopa, Angers                                                         |                                                                                    |
| Dimanche 8 mai 2022 15:00 | Mohamed-Ali Cho 5e · Batista Mendy 36e · Stéphane Bahoken 62e · Mathias Pereira Lage 90e | (0 - 2) | 60e Sékou Mara        | Spectateurs : 10 852 Diffuseur : Prime Video (multiplex) Arbitrage : Benoît Millot | Spectateurs : 10 852 Diffuseur : Prime Video (multiplex) Arbitrage : Benoît Millot |
| Dimanche 8 mai 2022 15:00 | Rapport                                                                                  |         |                       | Spectateurs : 10 852 Diffuseur : Prime Video (multiplex) Arbitrage : Benoît Millot | Spectateurs : 10 852 Diffuseur : Prime Video (multiplex) Arbitrage : Benoît Millot |

| 37e journée              | Girondins de Bordeaux | 0 - 0   | FC Lorient | Matmut Atlantique, Bordeaux                                                       |                                                                                   |
| Samedi 14 mai 2022 21:00 | Gideon Mensah 86e     | (0 - 0) |            | Spectateurs : 23 191 Diffuseur : Prime Video (multiplex) Arbitrage : Ruddy Buquet | Spectateurs : 23 191 Diffuseur : Prime Video (multiplex) Arbitrage : Ruddy Buquet |
| Samedi 14 mai 2022 21:00 | Rapport               |         |            | Spectateurs : 23 191 Diffuseur : Prime Video (multiplex) Arbitrage : Ruddy Buquet | Spectateurs : 23 191 Diffuseur : Prime Video (multiplex) Arbitrage : Ruddy Buquet |

| 38e journée              | Stade brestois                        | 2 - 4   | Girondins de Bordeaux                                          | Stade Francis-Le Blé, Brest                                                            |                                                                                        |
| Samedi 21 mai 2022 21:00 | Steve Mounié 16e · Youcef Belaïli 34e | (2 - 2) | 14e Ricardo Mangas · 32e 73e Sékou Mara · 75e Javairô Dilrosun | Spectateurs : 14 484 Diffuseur : Prime Video (multiplex) Arbitrage : Hakim Ben El Hadj | Spectateurs : 14 484 Diffuseur : Prime Video (multiplex) Arbitrage : Hakim Ben El Hadj |
| Samedi 21 mai 2022 21:00 | Rapport                               |         |                                                                | Spectateurs : 14 484 Diffuseur : Prime Video (multiplex) Arbitrage : Hakim Ben El Hadj | Spectateurs : 14 484 Diffuseur : Prime Video (multiplex) Arbitrage : Hakim Ben El Hadj |

### Coupe de France
La Coupe de France
2021-2022 est la 105e édition de la Coupe de France de football.
| 32e de finale                   | Girondins de Bordeaux | 10 - 0  | Association sportive Jumeaux | Matmut Atlantique, Bordeaux                                                                                 | |
| Dimanche 19 décembre 2021 18:20 | Abdel Medioub 10e · M'Baye Niang 28e 45+1e 53e 65e · Timothée Pembélé 50e 62e · Javairô Dilrosun 59e · Issouf Sissokho 70e · Josh Maja 77e | (3 - 0) |                              | Spectateurs : 7 636 Diffuseur : Eurosport 2 (multiplex), Mayotte La Première Arbitrage : Stéphanie Frappart | Spectateurs : 7 636 Diffuseur : Eurosport 2 (multiplex), Mayotte La Première Arbitrage : Stéphanie Frappart |
| Dimanche 19 décembre 2021 18:20 | Rapport |         |                              | Spectateurs : 7 636 Diffuseur : Eurosport 2 (multiplex), Mayotte La Première Arbitrage : Stéphanie Frappart | Spectateurs : 7 636 Diffuseur : Eurosport 2 (multiplex), Mayotte La Première Arbitrage : Stéphanie Frappart |

| 16e de finale                 | Stade brestois 29                                                            | 3 - 0   | Girondins de Bordeaux | Stade Francis-Le Blé, Brest                                                      |                                                                                  |
| Dimanche 2 janvier 2022 13:45 | Steve Mounié 36e (pen.) · Romain Faivre 81e (pen.) · Jérémy Le Douaron 90+4e | (1 - 0) |                       | Spectateurs : 4 039 Diffuseur : Eurosport 2 (multiplex) Arbitrage : Ruddy Buquet | Spectateurs : 4 039 Diffuseur : Eurosport 2 (multiplex) Arbitrage : Ruddy Buquet |
| Dimanche 2 janvier 2022 13:45 | Rapport                                                                      |         |                       | Spectateurs : 4 039 Diffuseur : Eurosport 2 (multiplex) Arbitrage : Ruddy Buquet | Spectateurs : 4 039 Diffuseur : Eurosport 2 (multiplex) Arbitrage : Ruddy Buquet |

#### Classement et statistiques
| Rang | Équipe                | Pts | J  | G | N  | P  | Bp | Bc | Diff | Qualification ou relégation            |
| ---- | --------------------- | --- | -- | - | -- | -- | -- | -- | ---- | -------------------------------------- |
| 16   | FC Lorient            | 36  | 38 | 8 | 12 | 18 | 35 | 63 | −28  |                                        |
| 17   | Clermont Foot 63 P    | 36  | 38 | 9 | 9  | 20 | 38 | 69 | −31  |                                        |
| 18   | AS Saint-Étienne      | 32  | 38 | 7 | 11 | 20 | 42 | 77 | −35  | Participation au barrage de relégation |
| 19   | FC Metz               | 31  | 38 | 6 | 13 | 19 | 35 | 69 | −34  | Relégation en Ligue 2                  |
| 20   | Girondins de Bordeaux | 31  | 38 | 6 | 13 | 19 | 52 | 91 | −39  | Relégation en Ligue 2                  |

#### Résultats par journée
| Journée   | 01  | 02  | 03  | 04  | 05  | 06  | 07  | 08  | 09  | 10  | 11  | 12  | 13  | 14  | 15  | 16  | 17  | 18  | 19  | 20  | 21  | 22  | 23  | 24  | 25  | 26  | 27  | 28  | 29  | 30  | 31  | 32  | 33  | 34  | 35  | 36  | 37  | 38  |
| --------- | --- | --- | --- | --- | --- | --- | --- | --- | --- | --- | --- | --- | --- | --- | --- | --- | --- | --- | --- | --- | --- | --- | --- | --- | --- | --- | --- | --- | --- | --- | --- | --- | --- | --- | --- | --- | --- | --- |
| Terrain   | D   | E   | D   | E   | D   | E   | E   | D   | E   | D   | E   | D   | D   | E   | D   | E   | D   | E   | D   | D   | E   | D   | E   | E   | D   | E   | D   | E   | D   | E   | D   | E   | D   | E   | D   | E   | D   | E   |
| Résultats | D   | N   | N   | D   | D   | V   | N   | N   | D   | N   | N   | V   | D   | N   | D   | D   | N   | V   | D   | D   | D   | V   | D   | D   | N   | N   | D   | D   | D   | N   | V   | D   | N   | D   | D   | D   | N   | V   |
| Points    | 0   | 1   | 2   | 2   | 2   | 5   | 6   | 7   | 7   | 8   | 9   | 12  | 12  | 13  | 13  | 13  | 14  | 17  | 17  | 17  | 17  | 20  | 20  | 20  | 21  | 22  | 22  | 22  | 22  | 23  | 26  | 26  | 27  | 27  | 27  | 27  | 28  | 31  |
| Place     | 19e | 16e | 15e | 19e | 20e | 17e | 16e | 16e | 16e | 17e | 17e | 16e | 18e | 16e | 16e | 18e | 17e | 15e | 17e | 17e | 19e | 17e | 19e | 20e | 20e | 20e | 20e | 20e | 20e | 20e | 19e | 19e | 19e | 19e | 19e | 20e | 20e | 20e |

Source : lfp.fr (Ligue de football professionnel)
Terrain : D = Domicile ; E = Extérieur. Résultat : D = Défaite ; N = Nul ; V = Victoire.

## Affluence
Affluence des Girondins de Bordeaux à domicile cette saison

### Plus grosses affluences
| Rang | Match                                       | Journée               | Date       | Affluence |
| 1    | Girondins de Bordeaux - Paris Saint-Germain | Ligue 1 - 13e journée | 06/11/2021 | 41 172    |
| 2    | Girondins de Bordeaux - LOSC Lille          | Ligue 1 - 19e journée | 22/12/2021 | 39 967    |
| 3    | Girondins de Bordeaux - FC Nantes           | Ligue 1 - 10e journée | 17/10/2021 | 39 510    |
| 4    | Girondins de Bordeaux - AS Saint-Étienne    | Ligue 1 - 33e journée | 20/04/2022 | 38 515    |
| 5    | Girondins de Bordeaux - AS Monaco           | Ligue 1 - 25e journée | 27/02/2022 | 29 557    |

### Plus faibles affluences
| Rang | Match                                  | Journée                         | Date       | Affluence |
| 1    | Girondins de Bordeaux - RC Strasbourg  | Ligue 1 - 22e journée           | 23/01/2022 | 3 308     |
| 2    | Girondins de Bordeaux - AS Jumeaux     | Coupe de France - 32e de finale | 19/12/2021 | 7 636     |
| 3    | Girondins de Bordeaux - Stade de Reims | Ligue 1 - 12e journée           | 31/10/2021 | 11 020    |

## Statistiques

### Collectives
| Compétition     | Matches joués | Matchs gagnés | Matchs nuls | Matchs perdus | Buts marqués | Buts encaissés | Différence de buts |
| --------------- | ------------- | ------------- | ----------- | ------------- | ------------ | -------------- | ------------------ |
| Ligue 1         | 28            | 4             | 10          | 14            | 38           | 68             | -30                |
| Coupe de France | 2             | 1             | 0           | 1             | 10           | 3              | +7                 |
| Total           | 30            | 5             | 10          | 15            | 48           | 71             | -23                |
| Matchs amicaux  | 5             | 2             | 3           | 0             | 6            | 4              | +2                 |

### Individuelles

#### Statistiques buteurs[4]
| Place | Nom                | Championnat | Coupe de France | TOTAL des buts |
| ----- | ------------------ | ----------- | --------------- | -------------- |
| 1     | Hwang Ui-jo        | 11          | -               | 11 buts        |
| 2     | Alberth Elis       | 9           | -               | 9 buts         |
| 3     | M'Baye Niang       | 3           | 4               | 7 buts         |
| 4     | Sékou Mara         | 6           | -               | 6 buts         |
| 5     | Rémi Oudin         | 4           | -               | 4 buts         |
| 6     | Jean Onana         | 3           | -               | 3 buts         |
| 6     | Ricardo Mangas     | 3           | -               | 3 buts         |
| 6     | Javairô Dilrosun   | 2           | 1               | 3 buts         |
| 6     | Timothée Pembélé   | 1           | 2               | 3 buts         |
| 10    | Jimmy Briand       | 2           | -               | 2 buts         |
| 11    | Yacine Adli        | 1           | -               | 1 buts         |
| 11    | Mexer              | 1           | -               | 1 buts         |
| 11    | Enock Kwateng      | 1           | -               | 1 buts         |
| 11    | Josuha Guilavogui  | 1           | -               | 1 buts         |
| 11    | Samuel Kalu        | 1           | -               | 1 buts         |
| 11    | Stian Gregersen    | 1           | -               | 1 buts         |
| 11    | Josh Maja          | -           | 1               | 1 buts         |
| 11    | Issouf Sissokho    | -           | 1               | 1 buts         |
| 11    | Abdeljalil Medioub | -           | 1               | 1 buts         |
| -     | Contre son camp    | 2           | -               | 2 buts         |
| Total | 19 buteurs         | 52 buts     | 10 buts         | 62 buts        |

#### Statistiques passeurs[5]
| Place | Nom               | Championnat | Coupe de France | TOTAL des passes |
| ----- | ----------------- | ----------- | --------------- | ---------------- |
| 1     | Yacine Adli       | 7           | -               | 7 passes         |
| 1     | Javairô Dilrosun  | 6           | 1               | 7 passes         |
| 3     | Rémi Oudin        | 5           | -               | 5 passes         |
| 4     | Danylo Ignatenko  | 3           | -               | 3 passes         |
| 4     | Ricardo Mangas    | 2           | 1               | 3 passes         |
| 4     | Mbaye Niang       | 1           | 2               | 3 passes         |
| 7     | Gideon Mensah     | 2           | -               | 2 passes         |
| 7     | Jean Onana        | 2           | -               | 2 passes         |
| 7     | Sékou Mara        | -           | 2               | 2 passes         |
| 10    | Alberth Elis      | 1           | -               | 1 passe          |
| 10    | Jimmy Briand      | 1           | -               | 1 passe          |
| 10    | Josuha Guilavogui | 1           | -               | 1 passe          |
| 10    | Toma Bašić        | 1           | -               | 1 passe          |
| 10    | Hwang Ui-jo       | 1           | -               | 1 passe          |
| 10    | Anel Ahmedhodžić  | 1           | -               | 1 passe          |
| 10    | Stian Gregersen   | 1           | -               | 1 passe          |
| 10    | Samuel Kalu       | 1           | -               | 1 passe          |
| 10    | Timothée Pembélé  | 1           | -               | 1 passe          |
| 10    | Amadou Traoré     | -           | 1               | 1 passe          |
| Total | 19 passeurs       | 37 passes   | 7 passes        | 44 passes        |

#### Statistiques cumulées
| Place | Nom                | Buts    | Passes    | TOTAL |
| ----- | ------------------ | ------- | --------- | ----- |
| 1     | Hwang Ui-jo        | 11      | 1         | 12    |
| 2     | Alberth Elis       | 9       | 1         | 10    |
| 2     | M'Baye Niang       | 7       | 3         | 10    |
| 2     | Javairô Dilrosun   | 3       | 7         | 10    |
| 5     | Rémi Oudin         | 4       | 5         | 9     |
| 6     | Sékou Mara         | 6       | 2         | 8     |
| 6     | Yacine Adli        | 1       | 7         | 8     |
| 8     | Ricardo Mangas     | 3       | 3         | 6     |
| 9     | Jean Onana         | 3       | 2         | 5     |
| 10    | Timothée Pembélé   | 3       | 1         | 4     |
| 11    | Jimmy Briand       | 2       | 1         | 3     |
| 11    | Danylo Ignatenko   | -       | 3         | 3     |
| 13    | Samuel Kalu        | 1       | 1         | 2     |
| 13    | Josuha Guilavogui  | 1       | 1         | 2     |
| 13    | Stian Gregersen    | 1       | 1         | 2     |
| 13    | Gideon Mensah      | -       | 2         | 2     |
| 17    | Mexer              | 1       | -         | 1     |
| 17    | Enock Kwateng      | 1       | -         | 1     |
| 17    | Josh Maja          | 1       | -         | 1     |
| 17    | Issouf Sissokho    | 1       | -         | 1     |
| 17    | Abdeljalil Medioub | 1       | -         | 1     |
| 17    | Anel Ahmedhodžić   | -       | 1         | 1     |
| 17    | Amadou Traoré      | -       | 1         | 1     |
| 17    | Toma Bašić         | -       | 1         | 1     |
| Total | 24 joueurs         | 60 buts | 44 passes | 104   |

## Équipementier et sponsors
Les Girondins de Bordeaux ont pour équipementier Adidas depuis juillet 2020. Ils bénéficient aussi de nombreux sponsors : le site web Winamax, présent sur la face avant des maillots, la chaîne de restauration Bistro Régent, le constructeur automobile Cupra, le service de livraison Uber Eats, la marque de soda Coca-Cola, ou bien encore l'eau de source Abatilles.